# Gösta Dunker
Gösta Dunker, född 16 september 1906 i Högbo församling, Gävleborgs län, död 4 juni 1973 i Sandviken, var en svensk fotbollsspelare och senare tränare som spelade som högerytter för Sandvikens IF. 
Dunker gjorde också 15 landskamper, bland annat spelade han i Sveriges första VM-turnering, 1934. Ett av hans fem mål i landslaget blev också Sveriges 400:e landslagsmål. 
Dunker tränade tillsammans med Sten Dahl Örebro SK säsongen 1949/1950.

## Meriter

### I landslag
Sverige
- Uttagen till VM: 1934 (spelade i Sveriges båda matcher)[2]
- 15 landskamper, 5 mål

### I klubblag
Sandvikens IF

### Individuellt
- Mottagare av Stora grabbars märke, 1932